# Akaitchi
Akaitchi (Akaitchis), neidentificirano pleme Indijanaca s rijeke Columbije blizu ušća Umatille u Oregonu. Hodge smatra da bi zbog svog lokaliteta mogli pripadati porodici Shahaptian. Njihovo ime na šošonskom označava  'lososojede ' (salmon-eaters).

## Vanjske poveznice
- Shahaptian Indian Bands, Gens and Clans  Arhivirana inačica izvorne stranice od 26. travnja 2008. (Wayback Machine)